# Sinh nhật Thiên hoàng
Sinh nhật Thiên hoàng (天皇誕生日 (Thiên hoàng đản sinh nhật) Tennō tanjōbi) là một ngày lễ quốc gia trong lịch Nhật Bản được tổ chức vào ngày 23 tháng 2 mỗi năm. Ngày này được xác định bởi ngày sinh của vị Thiên hoàng đang trị vì. Thiên Hoàng Naruhito sinh vào ngày 23 tháng 2 năm 1960.
Trong suốt triều đại của Chiêu Hoà Thiên hoàng (thời kỳ Chiêu Hòa, 1926–1989), ngày sinh nhật Thiên hoàng được tuân theo vào ngày 29 tháng 4. Ngày đó vẫn là một ngày lễ công, được đổi tên sau khi ông qua đời thành Ngày Xanh vào năm 1989 và Ngày Chiêu Hoà vào năm 2007.

## Lịch sử
Trước Chiến tranh thế giới thứ hai, ngày này được gọi là Tenchōsetsu (天長節 (Thiên trường tiết)), "tiết Thiên trường". Tenchōsetsu đứng cùng bộ với Chikyūsetsu (地久節 (Địa cửu tiết)), "tiết Địa cửu", đề cập đến ngày sinh nhật của Hoàng hậu. Hai tên gọi này bắt nguồn từ thành ngữ Trung Quốc 天長地久 (Thiên trường Địa cửu), mượn từ quyển Đạo đức kinh của Lão Tử trong thời kì trị vì của Thiên hoàng Kōnin, nghĩa là "trường tồn sánh ngang trời đất", và bày tỏ hy vọng về tuổi thọ vĩnh cửu của vị Thiên hoàng đang trị vì. Sau chiến tranh, chính phủ mới đã đổi tên nó thành Tennō tanjōbi, bằng ngôn ngữ ít trang trọng hơn với ý nghĩa rõ ràng hơn vào năm 1948, khi nó được thành lập như một kỳ nghỉ bởi luật pháp. Theo luật pháp, Quốc hội phải triệu tập và thay đổi ngày đặt ngày lễ trước khi ngày sinh nhật của Thiên hoàng đang trị vì trở thành ngày lễ công. Do đó, có một cơ hội nhỏ mà ngày sinh nhật của Thiên hoàng trước đó có thể tới trước khi sự thay đổi có thể được hoàn thành.
Thời đại Bình Thành, vào ngày 23 tháng 12, một buổi lễ công khai diễn ra tại Hoàng cung, nơi cánh cửa Hoàng cung được mở cho phép ra vào công cộng (Hoàng cung thường bị giới hạn với công chúng). Thiên hoàng Akihito, cùng với Hoàng hậu, và một số thành viên khác của Hoàng gia xuất hiện trên một ban công cung điện để cảm tạ lời chúc mừng sinh nhật của đám đông người chúc mừng của lễ hội đang vẫy những lá cờ nhỏ của Nhật Bản. Chỉ vào dịp này và vào ngày 2 tháng 1, công chúng mới có thể vào bên trong Hoàng cung.
Khi Hoàng đế ngưng việc chào hỏi của mình, đám đông bắt đầu vẫy cờ lần nữa và Hoàng gia sẽ vẫy chào lại.

## Gallery

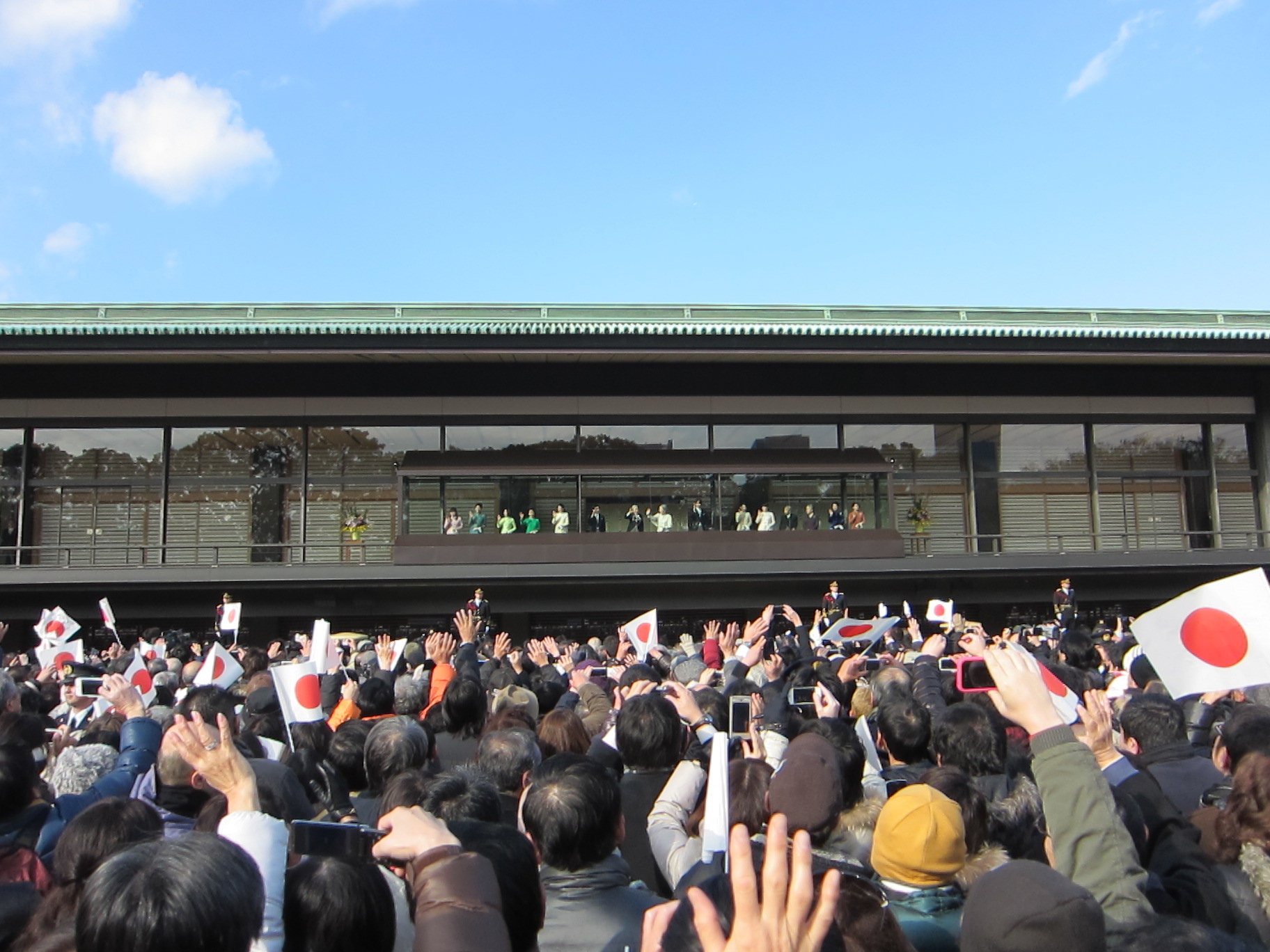
Lễ kỷ niệm 2012
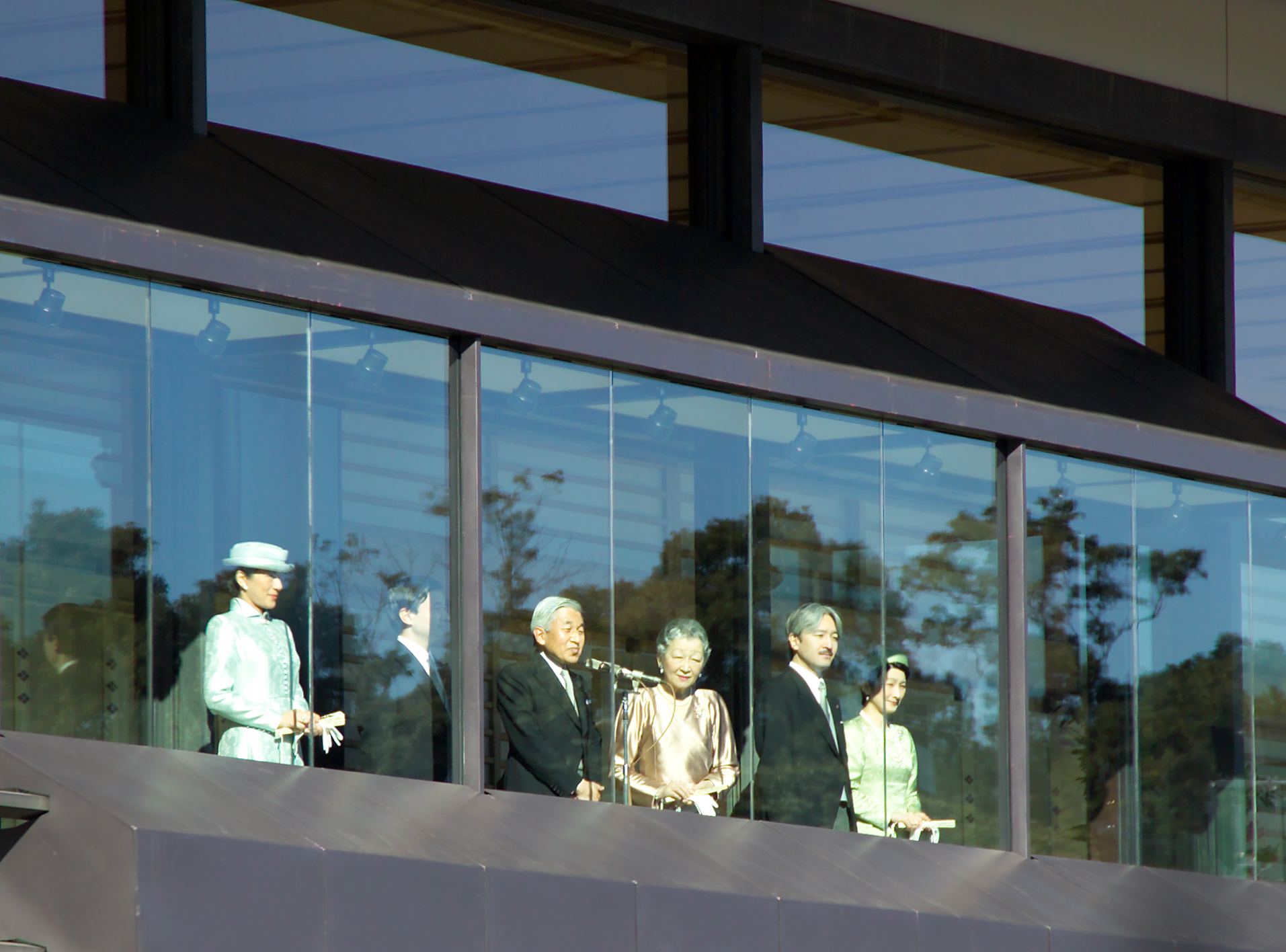
Hoàng gia vào ngày sinh của Hoàng đế trị vì, năm 2005.
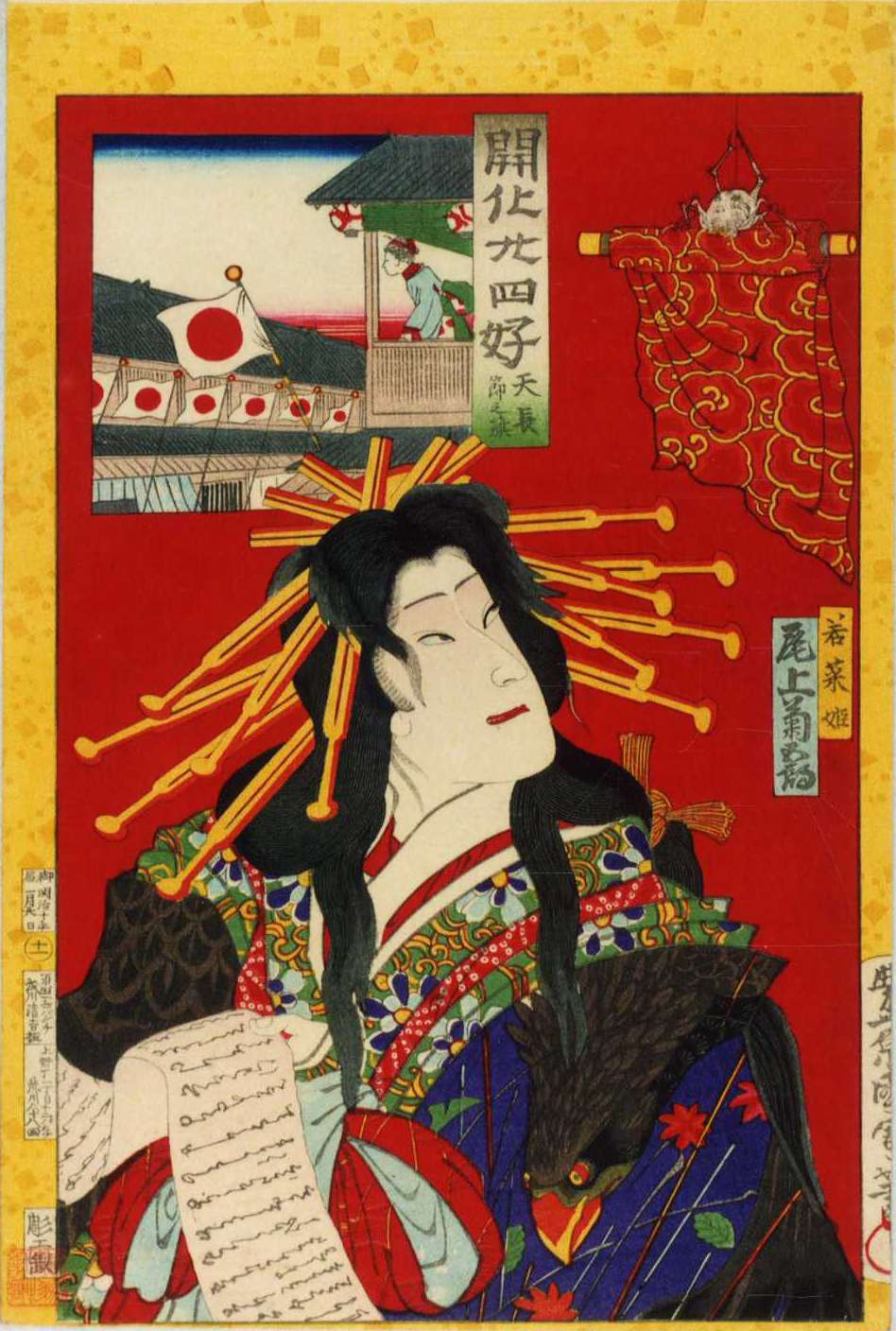
Cờ cho Thiên hoàng (Tenchōsetsu) 1877